# Maret Ani
Maret Ani (Tallinn, 1982. január 31. –) észt teniszezőnő. Eddigi pályafutása során egyéniben hat, párosban tizenegy ITF-tornát nyert. Legjobb egyéni világranglista-helyezését 2006 májusában érte el, amikor is hatvanharmadik volt.

## Eredményei Grand Slam-tornákon

### Egyéniben
| Torna           | 2008   | 2007 | 2006   | 2005 | 2004 | 2003 | 2002   |
| --------------- | ------ | ---- | ------ | ---- | ---- | ---- | ------ |
| Australian Open | 1. kör | -    | 1. kör | -    | -    | -    | -      |
| Roland Garros   | -      | -    | 1. kör | -    | -    | -    | -      |
| Wimbledon       | 1. kör | -    | 1. kör | -    | -    | -    | -      |
| US Open         | 1. kör | -    | 1. kör | -    | -    | -    | 1. kör |

## Év végi világranglista-helyezései
| Év       | 1999 | 2000 | 2001 | 2002 | 2003 | 2004 | 2005 | 2006 | 2007 | 2008 |
| Helyezés | 971. | 285. | 224. | 181. | 142. | 204. | 95.  | 127. | 114. | 109. |